# Леман, Иоганн Готлоб
Иоганн Готлоб Леман (нем. Johann Gottlob Lehmann; 1719—1767) — немецкий минералог и горный инженер, с 1761 года на русской службе. Член Императорской академии наук и художеств в Санкт-Петербурге (1761).

## Биография
Родился 4 августа 1719 года в имении Лангенхеннерсдорф, Саксония (курфюршество).
C 1738 года учился в университете Лейпцига, а с 1739 года — в Виттенбергского университета. В 1741 году он получил учёную степень доктора медицинских наук.
Жил в Дрездене. Одновременно с медицинской деятельностью он проводил геологические исследования.
С 1750 года работал в Берлине, где был назначен советником в бергамте; в 1754 году был принят в Королевскую академию наук. Леман был первым геологом, который проверял и записывал прочность и последствия хранения слоёв горной породы. Своим сочинением «Versuch einer Geschichte von Flötz-Gebürgen, betreffend deren Entstehung, Lage, darinnen befindliche Metallen, Mineralien und Foßilien» (1756) он считается основателем стратиграфии.
В 1761 году Леман прибыл в Санкт-Петербург, где был назначен профессором химии, академиком и директором Императорского кабинета природных материалов. В том же самом году Леман обнаружил на Урале оранжево-красный минерал хромат свинца (PbCrO4), который он назвал красной свинцовой рудой.
В 1765 году Леман стал одним из создателей Императорского Вольного экономического общества.
Погиб в химической лаборатории 22 января 1767 года от отравления соединениями мышьяка.